# FotoArtFestival

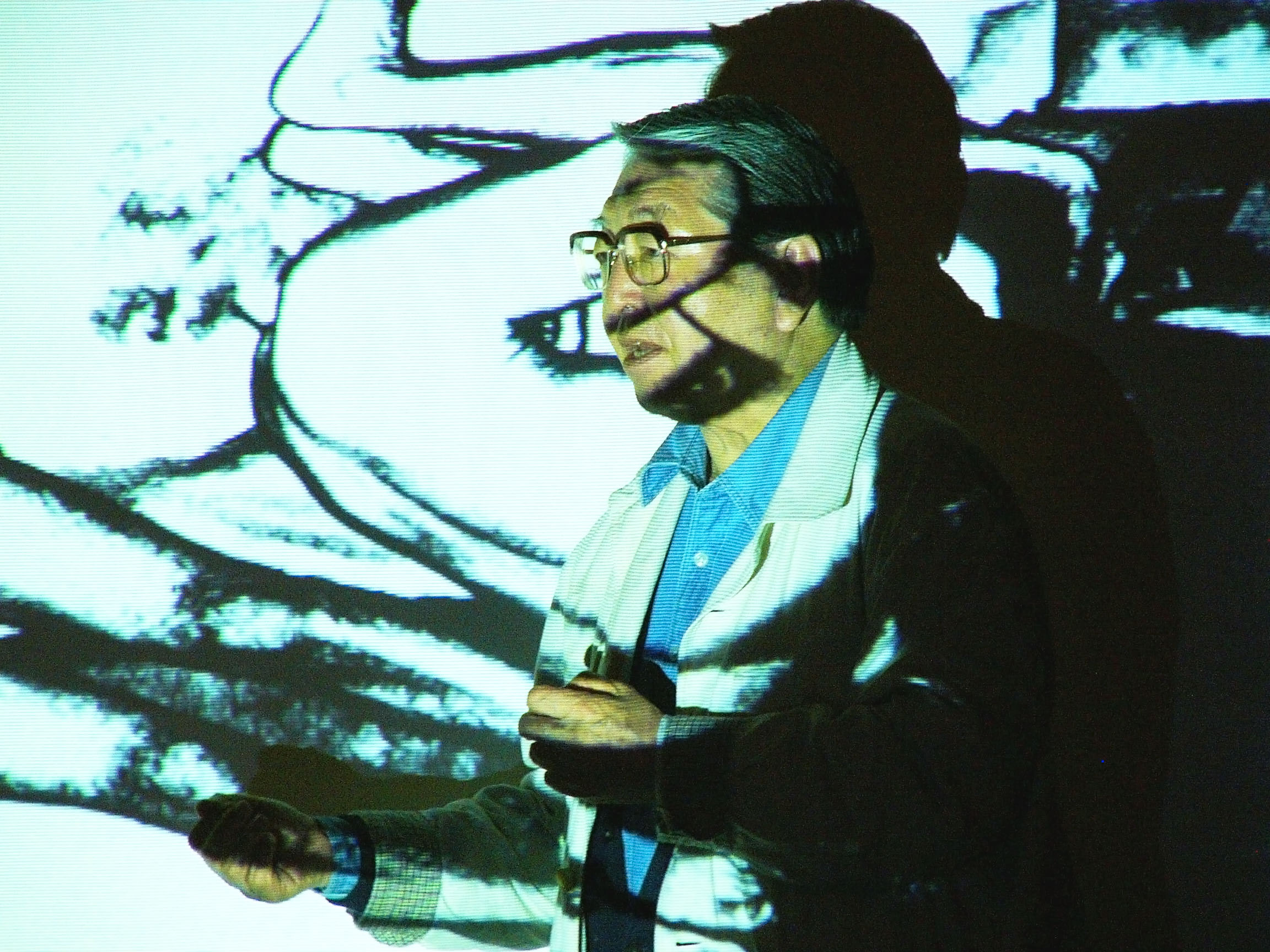
Eikoh Hosoe na FotoArtFestivalu 2005

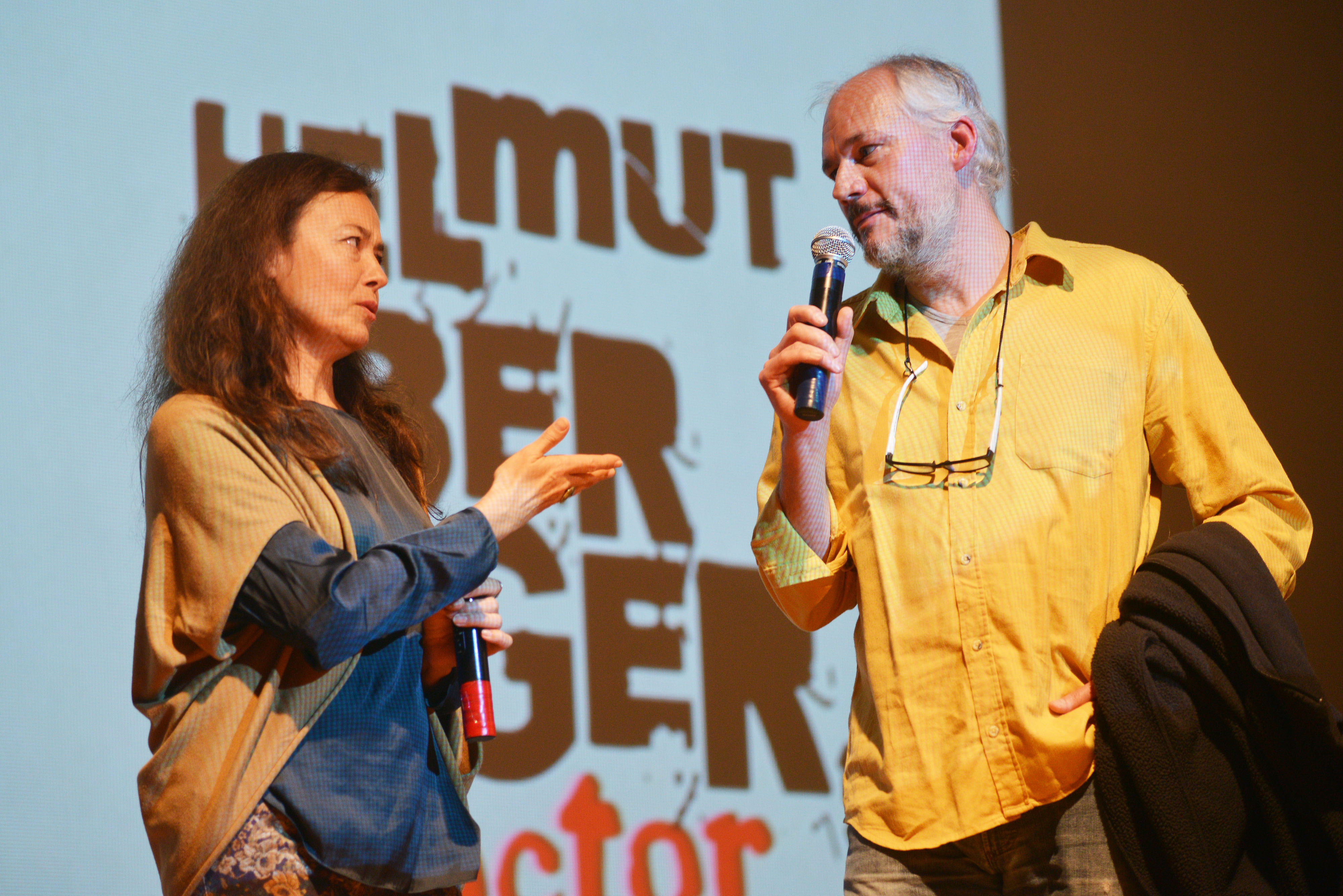
Andreas Horvath na festiwalu w 2015 roku

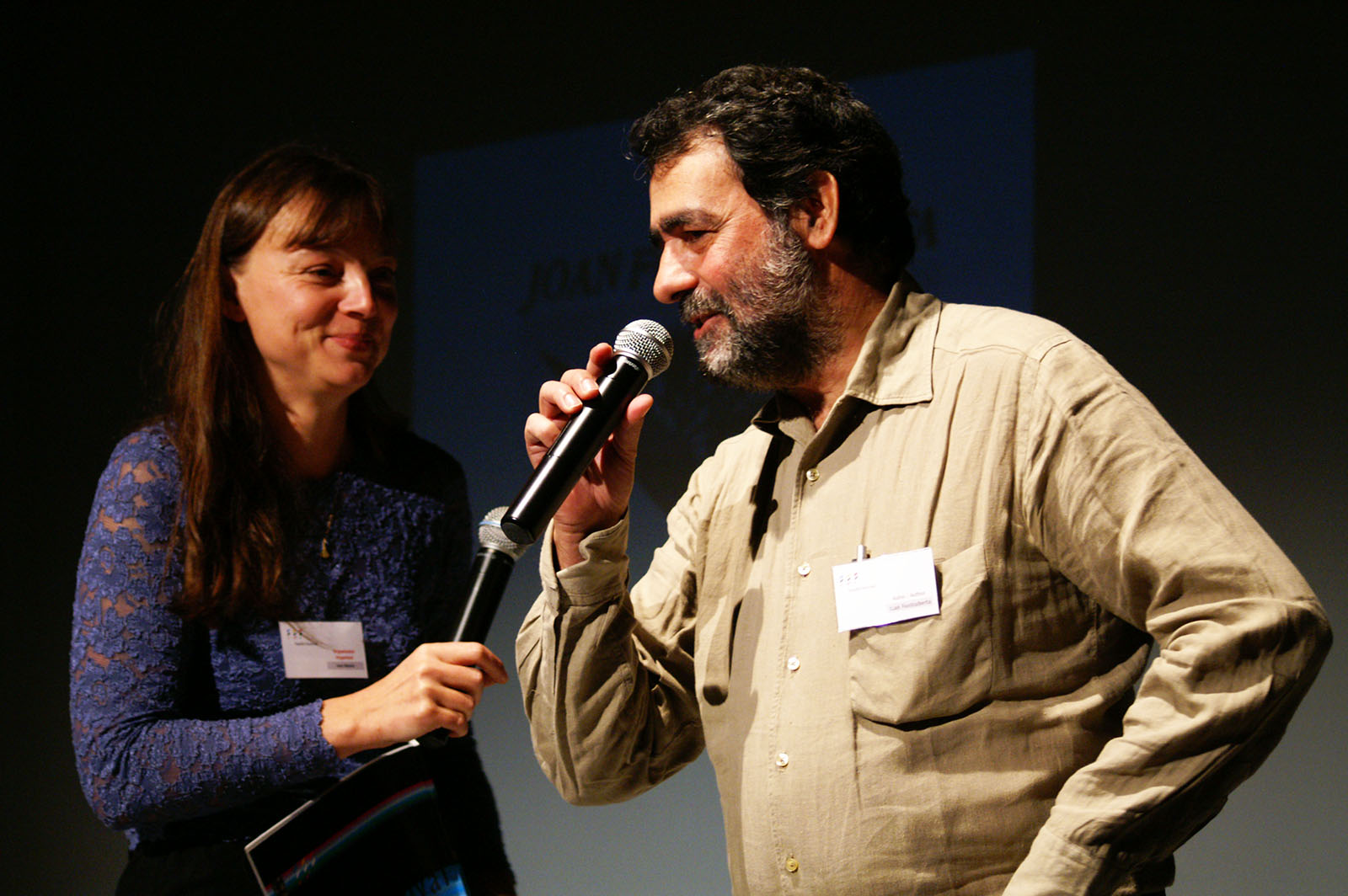
Joan Foncuberta z Inez Baturo, dyrektorem programowym festiwalu

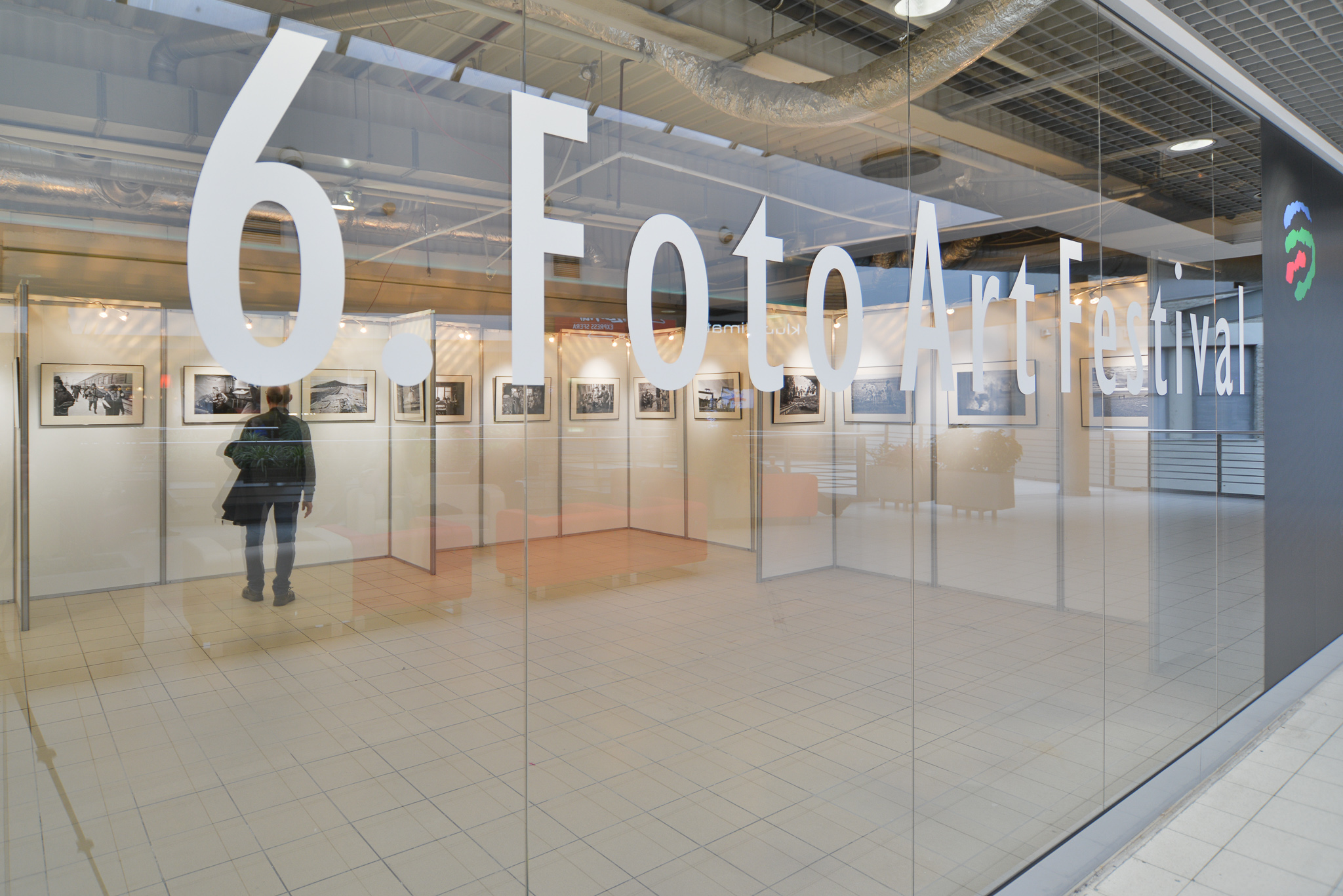
6. FotoArtFestival. Wystawa

FotoArtFestival - biennale fotografii światowej – impreza fotograficzna odbywająca się w październiku w Bielsku-Białej, organizowana od roku 2005 przez Fundację Centrum Fotografii.  
FotoArtFestival jest jednym z najważniejszych wydarzeń z dziedziny fotografii w Polsce. 
Podczas każdej edycji festiwalu organizowanych jest kilkanaście indywidualnych wystaw twórców z całego świata. Wystawy trwają dwa tygodnie. Najważniejsze dni to Maraton Autorski (w pierwszy weekend festiwalu), podczas którego większość autorów wystaw osobiście opowiada o swojej pracy i doświadczeniach w dziedzinie fotografii. Wydarzeniami towarzyszącymi festiwalowi są warsztaty i zbiorowa wystawa FotoOpen otwarta dla wszystkich chętnych; zarówno profesjonalistów, jak i amatorów.
Festiwal gościł takich fotografów i ich prace jak m.in.: Eikoh Hosoe (Japonia), Sarah Moon (Francja), Andreas H. Bitesnich (Austria), Jacob Aue Sobol (Dania), Mario Giacomelli (Włochy), Inge Morath (Austria), Erwin Olaf (Holandia), Sara Saudek (Czechy), Franco Fontana (Włochy), Joan Fontcuberta (Hiszpania), Michael Kenna (Wielka Brytania), Luis González Palma (Gwatelmala), Walter Rosenblum (USA), Eberhard Grames (Niemcy), Stefan Bremer (Finlandia), Manuel Alvarez Bravo (Meksyk), Yasumasa Morimura (Japonia), Christer Stromholm (Szwecja), Pedro Luis Raota (Argentyna), Du Shao (Chiny), Sandra Eleta (Panama), Cedric Gerbehaye (Belgia), Ragnar Axelsson (Islandia), Francesco Zizola (Włochy), Michel Vanden Eckhoudt (Belgia), Joyce Tenneson (USA), Ruud van Empel (Holandia), David Burdeney (Kanada), Rafael Navarro (Hiszpania), Franco Zecchin (Włochy), Aaron Huey (USA) i wielu innych.
Od 2017 roku FotoArtFestival nosi imię zmarłego w czerwcu 2017 roku Andrzeja Baturo, artysty fotografika, dyrektora generalnego festiwalu w latach 2005–2017.

## Zespół
Dyrektorem generalnym i programowym festiwalu jest Inez Baturo. W organizacji festiwalu biorą udział pracownicy instytucji kulturalnych miasta Bielsko-Biała oraz około stu wolontariuszy pełniących różnorodne funkcje.

## Źródła zewnętrzne
- Oficjalna strona festiwalu
- Fotorelacja z FotoArtFestivalu 2013